# Pteris ekmanii
Pteris ekmanii är en kantbräkenväxtart som beskrevs av Carl Frederik Albert Christensen. Pteris ekmanii ingår i släktet Pteris och familjen Pteridaceae. Inga underarter finns listade.